# 吉丙隕石
吉丙隕石是在史前時代掉落在納米比亞的一顆隕石，依據最鄰近的城市吉丙來命名。

## 歷史
他是被原住民（那馬瓜地人）發現的，並且被用來製造箭和其他的工具。
在1836年 英國的船長J.E.亞力山大在大魚河區域收集了一些樣品送到倫敦，在該處，約翰·赫歇爾分析並首度證實是來自外星球的物質。

## 散布區
碎片的散布區是個長275公哩，寬100公里的橢圓型區域。 

## 組成和分類
吉丙隕石是鐵-鎳合金，但是也有鈷和磷，该隕石的結晶結構是典型的八面體隕鐵，收藏家和珠寶設計師對其細緻的魏德曼花纹大為讚賞。

## 註解
1. ↑  .   [2009-10-24]. （原始内容存档于2009-09-10）.